# Paolo Torrisi
Paolo Torrisi, pseudonimo di Maurizio Torresan (Milano, 28 marzo 1950 – Milano, 7 dicembre 2005), è stato un attore, doppiatore e direttore del doppiaggio italiano, noto principalmente per i suoi ruoli come attore bambino in televisione e per essere stato il doppiatore italiano del personaggio di Son Goku da adulto nell'adattamento anime di Dragon Ball (nelle edizioni Mediaset), Andrea in Kiss Me Licia, Grisù in Grisù il draghetto ed Enrico La Talpa in Lupo Alberto.

## Biografia

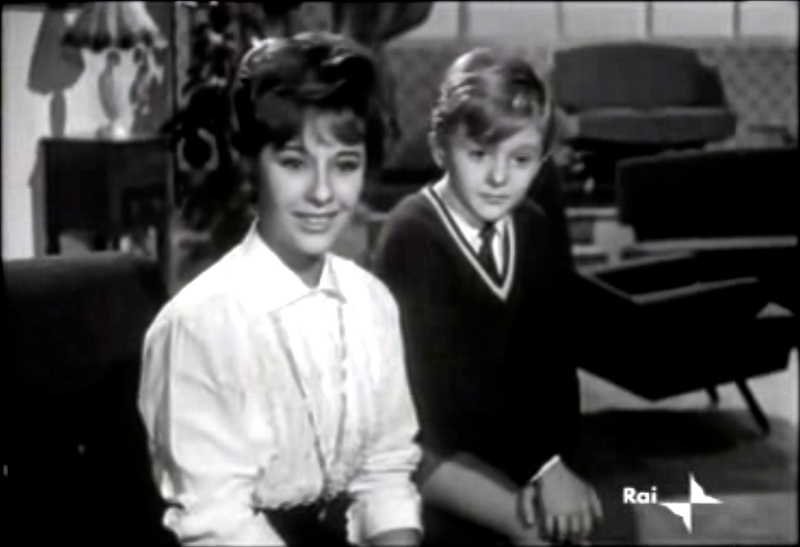
Paolo Torrisi con Giulia Lazzarini in uno spot di Carosello (1962)

Torresan salì per la prima volta agli onori delle cronache a otto anni, quando fu invitato insieme alla sua classe al varo della Leonardo da Vinci dopo aver scritto una lettera al "padrone" della nave esprimendo il desiderio di poterla vedere da vicino. Iniziò a lavorare come attore a dieci anni, interpretando un ruolo minore in un adattamento televisivo dell'operetta Il paese dei campanelli, diretto da Vito Molinari e trasmesso sul Programma Nazionale. Alcuni mesi dopo si esibì come "bimbo prodigio" nell'ambito dell'Expo 1961. Nel corso di tutto il decennio ottenne una certa popolarità, recitando in una gran quantità di film televisivi, sceneggiati e radiodrammi in ruoli che spaziavano dal generico al protagonista. Nel 1962 apparve anche in un episodio di Chi sarà?, serie di spot sulle sottilette Kraft trasmessa dal programma televisivo Carosello, mentre nel 1964 partecipò alla rivista musicale C'era una volta la fiaba, scritta da Vittorio Metz e diretta da Beppe Recchia, interpretando Pinocchio ragazzo. In questo periodo incise anche un disco su 45 giri con la Meazzi Edizioni Discografiche (sotto l'etichetta Baby Record) intitolato Occhio al traffico Maurizio, in cui recita "La strada" e "Quando vado in bicicletta", due pezzi sull'educazione stradale scritti da Hilda Toselli.
Torresan recitò anche in tre spettacoli teatrali. Nel 1962 partecipò alla prima europea di Una ghirlanda a Sant'Erasmo di Thornton Wilder diretta da Maner Lualdi. Due anni dopo, sotto la direzione di Mario Ferrero, interpretò Molosso nell'Andromaca, messa in scena al Teatro greco di Siracusa, venendo elogiato dalla critica. Ulteriori elogi ricevette al suo terzo e ultimo spettacolo, un adattamento de La passeggiata della domenica di Georges Michel ad opera di Dario Fo, messo in scena nel 1967 dalla compagnia stabile di Palazzo Durini.
A 19 anni, dopo essersi diplomato al liceo Padre Gemelli di Milano, esordì come doppiatore dando voce al personaggio di Pierre nel primo doppiaggio italiano del film anime Il gatto con gli stivali (1969). Dopo essere apparso per l'ultima volta su schermo nella miniserie del 1973 Tre camerati, tratta dal romanzo di Erich Maria Remarque e diretta da Lyda C. Ripandelli, Torresan si dedicò esclusivamente al doppiaggio. Nel 1975 entrò a far parte del cast della neonata Coop. ADC, dove ricoprì da subito ruoli rilevanti: diede infatti voce al protagonista della serie animata Grisù il draghetto e doppiò Johnny Whitaker in Tre nipoti e un maggiordomo. Nei decenni successivi lavorò, anche come direttore del doppiaggio, pressoché in tutte le società di doppiaggio milanesi, spesso utilizzando lo pseudonimo di Paolo Torrisi. Raggiunse la fama come voce italiana di Son Goku da adulto nelle serie TV anime Dragon Ball, Dragon Ball Z e Dragon Ball GT e nei ridoppiaggi dei relativi film, occupandosi anche di dirigere il doppiaggio di tali opere presso la Merak Film. Doppiò anche molti altri personaggi, soprattutto in serie anime, tra cui Arin in Danguard, Andrea in Kiss Me Licia e Mowgli ne Il libro della giungla.
Esercitò occasionalmente anche la professione di dialoghista, ad esempio per le serie animate Alvin rock 'n' roll e La leggenda di Biancaneve.
Morì all'ospedale San Raffaele il 7 dicembre 2005 all'età di 55 anni a causa di una malattia al fegato. La notizia della sua scomparsa fu resa pubblica solo a funerali avvenuti.

## Filmografia

### Televisione
- La collana, regia di Alessandro Brissoni - teleteatro (1962)[15]
- Il burattinaio, regia di Ottavio Spadaro - teleteatro (1962)[16]
- Ritorno dall'abisso, regia di Mario Lanfranchi – film TV (1963)[17]
- L'arma segreta, regia di Leonardo Cortese – film TV (1963)[18]
- Le avventure della squadra di stoppa, regia di Alda Grimaldi – miniserie TV (1964)
- Le tre figlie di Babbo Pallino, regia di Vittorio Brignole – film TV (1965)[19]
- Un campione di padre, regia di Alda Grimaldi – film TV (1965)[20]
- Album di famiglia, regia di Alda Grimaldi – miniserie TV (1965)
- La vigilia, regia di Lino Procacci – film TV (1967)[21]
- Il viaggio di Sabak, regia di Alda Grimaldi – film TV (1968)[22]
- Una corsa in moto, regia di Antonio Moretti – film TV (1968)
- Il giocatore di scacchi, regia di Lyda C. Ripandelli – film TV (1968)[23]
- Con tre soldi e un po' di fortuna, regia di Alvise Sapori – film TV (1969)[24]
- Uno strano invito, regia di Guido Stagnaro – film TV (1969)[25]
- Tre camerati, regia di Lyda C. Ripandelli – miniserie TV (1973)

## Radio

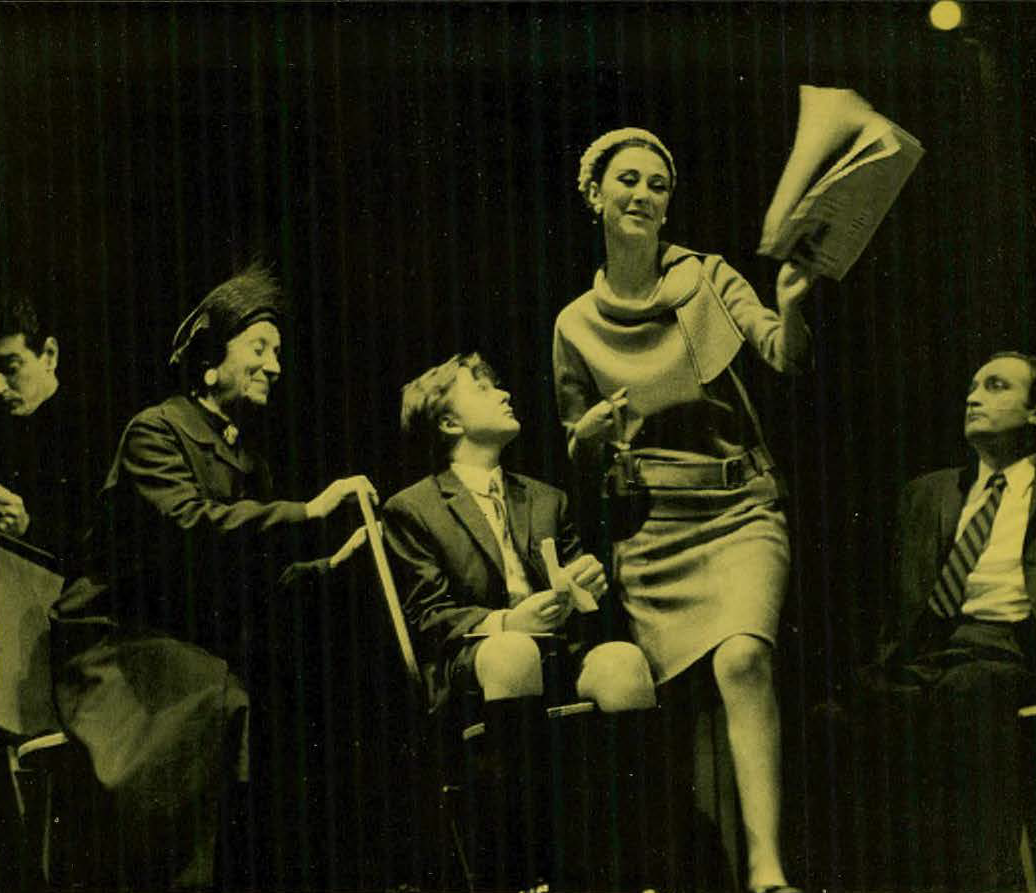
Isabella Riva, Paolo Torrisi, Angela Cardile e Nando Gazzolo nella rappresentazione de La passeggiata della domenica (1967)

- Nembo, regia di Giacomo Colli (1962)[26]
- Una gru al tramonto, regia di Giorgio Bandini (1963)[27]
- L'occhio rosso dell'amore, regia di Marco Visconti (1967)[28]
- Un giorno come domenica (1968)[29]
- La felicità (1969)[30]
- La corsa, regia di Vilda Ciurlo (1969)[31]

## Teatro
- Una ghirlanda a Sant'Erasmo di Thornton Wilder, regia di Maner Lualdi, Teatro Sant'Erasmo di Milano (1962)[32]
- Andromaca di Euripide, regia di Mario Ferrero, Teatro greco di Siracusa (1964)[33][34]
- La passeggiata della domenica di Georges Michel, regia di Dario Fo, Teatro di Palazzo Durini di Milano (1967)[35]

## Doppiaggio

### Cinema
- Paul Batt ne La guerra dei bottoni
- Mitchell McMahon in Power Rangers - Il film

### Film d'animazione
- Son Goku da adulto nei ridoppiaggi di Dragon Ball Z - La vendetta divina, Dragon Ball Z - Il più forte del mondo, Dragon Ball Z - La grande battaglia per il destino del mondo, Dragon Ball Z - La sfida dei guerrieri invincibili, Dragon Ball Z - Il destino dei Saiyan, Dragon Ball Z - L'invasione di Neo Namek, Dragon Ball Z - I tre Super Saiyan, Dragon Ball Z - Il Super Saiyan della leggenda, Dragon Ball Z - La minaccia del demone malvagio, Dragon Ball Z - Sfida alla leggenda,  Dragon Ball Z - Il diabolico guerriero degli inferi, Dragon Ball Z - L'eroe del pianeta Conuts
- Arin ne Danguard
- Pierre ne Il gatto con gli stivali
- John ne Il flauto a sei Puffi
- Ataru Moroboshi in Lamù - Beautiful Dreamer
- Dan in Vampire Hunter D
- Dragoberto e Tommy in Mio mini pony - Il film
- Kazikaki in Macross - Il film
- Rizzo in I Muppet alla conquista di Broadway
- Buzz in Hoppity va in città (ridoppiaggio)

### Serie televisive
- Valerio Floriani in Licia dolce Licia, Teneramente Licia e Balliamo e cantiamo con Licia
- Johnny Whitaker in Tre nipoti e un maggiordomo
- Luke Halpin in Flipper
- Cameron Nugent ne Il faro incantato
- Raymond Allen in Sanford and Son
- Marc Price in Condo
- Boris Haguenauer in Primi baci
- Luca Lecchi in Love Me Licia
- Kevin Bacon e Jeff Phillips in Sentieri
- Timothy Owen Waldrup e Steven Culp in Una vita da vivere
- Alexandre Lippiani in Matrimonio a rischio
- Rafael Amador in Madri egoiste
- Ernest Harden Jr. ne I Jefferson
- Paul Hawkins in Racconti del brivido

### Serie animate
- Son Goku da adulto, Vegeth e Gogeta in Dragon Ball, Dragon Ball Z, Dragon Ball Z - Le origini del mito, Dragon Ball GT, Dragon Ball GT - L'ultima battaglia e What a mess Slump e Arale
- SuperTed in SuperTed
- Bugs Bunny ne I favolosi Tiny e Tazmania
- Joe Dalton in Lucky Luke (1983) e Lucky Luke (1991)
- Tommy e Dragoberto (Spike) in Vola mio mini pony e Mio mini pony - Salvataggio dal castello di mezzanotte
- Belfry e Mago Brillo in Ghostbusters
- Scimmia e nonno O'Reilly ne Il laboratorio di Dexter[36]
- Asso in Kidd Video
- Dennis Mitchell in Denny
- Carl Wheezer ne Le avventure di Jimmy Neutron
- Scott Trakker in M.A.S.K.
- Scintillo in Mille luci nel bosco
- Felipe in Mafalda (ridoppiaggio)
- Grisù in Grisù il draghetto
- Enrico La Talpa in Lupo Alberto
- Andrea in Kiss Me Licia
- Kooky in Le avventure di Super Mario e Le avventure di Super Mario
- Mutch in Robin Hood
- Ruy in Ruy il piccolo Cid
- Michel e Nicky in Memole dolce Memole e Memole dolce Memole - Il film
- Martin ne Le avventure della dolce Kati
- B. Junior in Magica magica Emi
- Dodo e Norinobu in Evelyn e la magia di un sogno d'amore
- Mamoru Hidaka ne L'incantevole Creamy
- Maurizio in Prendi il mondo e vai
- Huckleberry Finn ne Il mio amico Huck
- Sam in Sailor Moon
- XL in Simba: è nato un re
- Gianluca in Ciao, Sabrina
- Mumù in Diventeremo famose
- Zack (Zazu Torque) in Magic Knight Rayearth
- Marco in Magico Dan, super campione
- Gavino in Viaggiando nel tempo
- Tokkori in Kirby (1ª voce)
- Thomas LeConte in Un oceano di avventure
- Micky ne Le voci della savana
- Mowgli in Il libro della giungla
- Sasuke ne Il piccolo guerriero
- Junior (Piccolo) da bambino e Usciere Fantasma in Dragon Ball
- Kobi in One Piece (ep. 1-69)
- Jim in Beyblade V-Force
- Ricky in Let's & Go - Sulle ali di un turbo
- Personaggi vari ne I Cavalieri dello zodiaco e Scuola di polizia
- Norman in Sun College
- Jason Minmei e Max Sterling in Robotech
- Tommaso in City Hunter
- Fratello di Cindy in Alé alé alé o-o
- Arin in Danguard
- Victory in 20000 leghe nello spazio
- Anselmo in Spicchi di cielo tra baffi di fumo
- Hijiri Minase in Eredi del buio
- Quirx in Tartarughe Ninja alla riscossa
- Miyamoto Usagi in Tartarughe Ninja (ep. 50-75)
- Personaggi vari in Roba da gatti!
- Tignetta in C'era una volta... l'uomo (ridoppiaggio)
- Conte McDacula, Pierre ed Ezechiele in Conte Dacula
- Principe cigno 4 e Joseph ne Le fiabe son fantasia
- Robby ne principessa dai capelli blu
- Rudy in Pokémon
- Donald Carmichael in Lovely Sara
- Gibdo in Un regno incantato per Zelda
- Lundi da bambino in Alpen Rose
- Jamie in Pollyanna
- Principe Joseph in Le fiabe son fantasia
- Yakko in Kamasutra
- Mojo in Insuperabili X-Men (ep. 2x11)

### Videogiochi
- Sindaco Manac, Zio e Zeb in Jak and Daxter: The Precursor Legacy[37]
- Bob e Fred in Ratchet & Clank
- Dennis e Boonie in Ty la tigre della Tasmania
- Pinguino in Cocco Game[38]
- Personaggi vari in Kinder Fresh Adventures
- Personaggi vari in My Street

## Direzione del doppiaggio
- Cartoni animati: Alvin rock 'n' roll, I favolosi Tiny, Vola mio mini pony, Conosciamoci un pò, Le magiche ballerine volanti, Oscar e le sette note perdute, Cadillacs e dinosauri, Sabrina, Space Goofs - Vicini, troppo vicini!, Il laboratorio di Dexter, I figli della Pantera Rosa, Pirati si nasce, Gli orsetti del cuore
- Anime: Maple Town - Un nido di simpatia, Evviva Palm Town, Zorro, Le serie di Dragon Ball
- Telefilm: 4 tatuaggi per un super guerriero